# Templo de Artemisa Taurópola
El Templo de Artemisa Taurópola  o Tauropolion (en griego antiguo: Ταυροπόλιον) fue un antiguo templo griego dedicado a Artemisa Taurópola en el demo ático de Halas Arafénides, en el este del Ática, Grecia. Su yacimiento arqueológico se encuentra justo cerca de la orilla del mar, en el municipio de Spáta-Artémida, en el distrito Kataskinóseis de Artémida.

## Historia
Se cree que el templo de Artemisa Taurópola se construyó entre el período arcaico y el clásico a finales del 500 o el 400 a. C, y en el período clásico entre el 400 o 300 a. C.  Fue el emplazamiento de un santuario a lo sumo en el período arcaico, en el año 600 a. C.. El templo era el centro del demo Halas Arafénides y el lugar de culto más importante. En la mitología griega, al menos tal como se presenta en la tragedia de Eurípides, Ifigenia entre los tauros, el templo fue fundado por Orestes, que desembarcó en la misma costa y llevó allí la estatua de madera de culto de Artemisa (xoanon) desde Táurica. Tanto la importación de la estatua desde Táuride como la fundación del templo fueron ordenadas por Atenea. El epíteto Taurópola significaba «cazadoa de toros», pero a menudo se entendía como un mito que significaba «adoradora de los tauros. El templo estaba asociado al culto de Taurópolis, que aparece no solo en Eurípides sino también en la comedia de Menandro Epitrépontes. La fiesta era una especie de rito de iniciación para los niños o jóvenes, y expiaba el sacrificio inconcluso de Oreste al sostener una espada en la garganta de un hombre y derramar sangre. Al mismo tiempo, al parecer también era un rito de paso para las doncellas solteras, donde se bailaban coros y se las preparaba para el matrimonio. La celebración también incluía, entre otras cosas, una procesión nocturna. Los hallazgos arqueológicos sugieren que en el templo se celebraban fiestas. El templo estaba estrechamente relacionado con Braurón, asociado al mismo mito de Orestes y considerado el lugar de enterramiento de su hermana Ifigenia. El culto a Braurón era también un rito de iniciación.
El templo fue descubierto en 1925. Su excavación fue llevada a cabo por la Sociedad Arqueológica de Atenas entre 1956 y 1957.

## Edificios y hallazgos

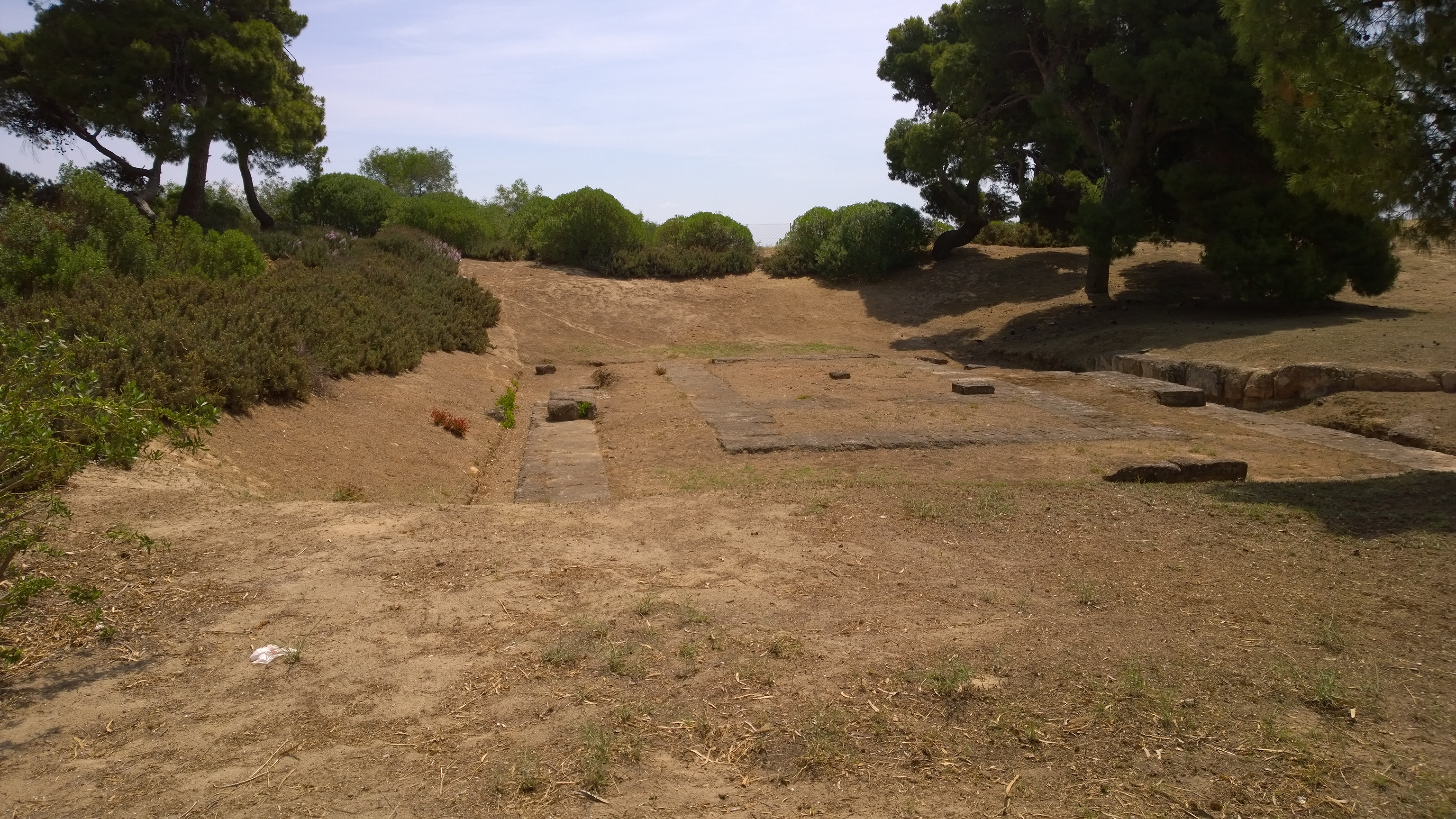
Ruinas del templo.

era de  estilo dórico. Sus cimientos medían unos 21 × 14 metros y tenían seis columnas en los lados cortos y trece en los largos. El templo tenía un naos de dos partes, cuya parte occidental era probablemente un ádyton. En el recinto del templo se han encontrado, entre otras cosas, dos pórticos en los lados este y oeste del templo, una vía pavimentada y pedestales de estatuas.
Otro pequeño templo, probablemente también dedicado a Artemisa, se ha encontrado en la playa unos 260 m más al sur. Se han encontrado numerosos ofrendas votivas del período geométrico al clásico. A unos 500 m al oeste del templo mayor, mirando hacia el interior, había un santuario dedicado a Dioniso.
Los hallazgos de ambos templos se encuentran en el Museo Arqueológico de Braurón.